# 傍観者効果
傍観者効果（ぼうかんしゃこうか、英語: bystander effect）とは、社会心理学の用語であり、集団心理の一つ。ある事件に対して、自分以外に傍観者がいる時に率先して行動を起こさなくなる心理である。傍観者が多いほど、その効果は強力なものになる。
これは、以下の3つの考えによって起こる。
多元的無知他者が積極的に行動しないことによって、事態は緊急性を要しないと考える
責任分散他者と同調することで責任や非難が分散されると考える
評価懸念行動を起こした時、その結果に対して周囲からのネガティブな評価を恐れる

## キティ・ジェノヴィーズ事件
キティ・ジェノヴィーズ事件は、1964年にニューヨークで起こった婦女殺人事件である。この事件がきっかけとなり、傍観者効果が提唱された。社会心理学を学ぶ際には、必ず触れられる有名なエピソードである。
この事件では、深夜に自宅アパート前でキティ・ジェノヴィーズ(1935-1964年)が暴漢に襲われた際、彼女の叫び声で付近の住民38人が事件に気づき目撃していたにもかかわらず、誰一人警察に通報せず助けにも入らなかったというものである（ただし深夜だったので「女性が襲われている現場」を目撃したわけではない住民も含まれている可能性がある）。結局、暴漢がその後二度現場に戻り、彼女を傷害・強姦したにもかかわらずその間誰も助けには来ず、彼女は死亡してしまい、当時のマスコミは都会人の冷淡さとしてこの事件を大々的に報道した。
なお犯人は逮捕前にも多数の強姦と二件の強姦殺人を犯しており、裁判で当時の心境を問われた際に「あいつ（目撃者）はすぐ窓を締めて寝るだろうと思ったが、その通りだった」と述べるなど、経験則として傍観者心理を理解していた。
ただし現在では、当時の住民たちの証言から、この事件が傍観者効果によるという定説は疑問視されている。

## ラタネとダーリーの実験
1968年、心理学者のラタネ(en:Bibb_Latané)とダーリー(en:John_Darley)は、キティ・ジェノヴィーズ事件に興味を持ち、「多くの人が気づいたからこそ、誰も行動を起こさなかった」と仮説を立て実験を行った。
この実験では、学生を2名、3名、6名のグループにわけて、相手の様子が分からないようにマイクとインターフォンのある個室にそれぞれ一人ずつ通す。その後グループ討議を行わせ、1人が途中で発作を起こす演技をするというものであった。
この時、行動を起こすかどうかを確認し、また、その時間を計測した。結果として、2名のグループでは最終的に全員が行動を起こしたのに対し、6名のグループでは38%の人が行動を起こさなかったことが確認された。

### 実験から導かれる事件の説明
実験により、キティ・ジェノヴィーズ事件は、報道のように「都会人の心が冷淡だから」誰も助けなかったのではなく、「多くの人が見ていたために」誰も助けなかったことがわかった。事実、キティ・ジェノヴィーズ事件では、多くの住民が自分以外の住民も事件を目撃していることに気づいていた。
このような事件を防ぐには、人間の心理そのものを消したり改造することはまず無理であるから、この傍観者効果によって助けなかった人間を非難するのではなく、傍観者効果が発動してしまわないような社会システムを作ることが重要になってくる。